# Augochlora francisca
Augochlora francisca är en biart som beskrevs av Carlos Schrottky 1902. Augochlora francisca ingår i släktet Augochlora och familjen vägbin. Inga underarter finns listade.